# Konzulat Republike Slovenije v Minneapolisu
Konzulat Republike Slovenije v Minneapolisu je bilo diplomatsko-konzularno predstavništvo (konzulat) Republike Slovenije s sedežem v Minneapolisu (ZDA); spadalo je pod okrilje Veleposlaništvu Republike Slovenije v Združenih državah Amerike.
Konzulat je bil od leta 2004 neaktiven, zato ga je Vlada Republike Slovenije leta 2018 ukinila. Njegovo območje odtlej pokriva Generalni konzulat Republike Slovenije v Clevelandu.